# Vårdberget (kulle i Finland)
Vårdberget är en kulle i Finland.   Den ligger i Åbo stad i den ekonomiska regionen  Åbo ekonomiska region  och landskapet Egentliga Finland, i den södra delen av landet, 150 km väster om huvudstaden Helsingfors. Toppen på Vårdberget är 22 meter över havet.
Terrängen runt Vårdberget är platt. Runt Vårdberget är det ganska tätbefolkat, med 111 invånare per kvadratkilometer. Närmaste större samhälle är Åbo, 0,53 km nordväst om Vårdberget. I omgivningarna runt Vårdberget växer i huvudsak barrskog.